# راهبک سربلوطی
راهبک سربلوطی (نام علمی: Nonnula amaurocephala) یک گونه از پرندگان نزدیک گنجشک‌سان از خانواده پفی‌مرغان (شامل پفی‌مرغ‌ها، راهبک‌ها و مرغ‌های راهبه) و بومی برزیل است.